# 1. Fußball-Club Köln 01/07 1997-1998
Questa voce raccoglie le informazioni riguardanti il 1. Fußball-Club Köln 01/07 nelle competizioni ufficiali della stagione 1997-1998.

## Stagione
Nella stagione 1997-1998 il Colonia, allenato da Peter Neururer e Lorenz-Günther Köstner, concluse il campionato di Bundesliga al 17º posto e retrocesse in 2. Bundesliga. In Coppa di Germania il Colonia fu eliminato al primo turno dall'Ulma. In Coppa Intertoto il Colonia fu eliminato in semifinale dal Montpellier.

## Rosa
| N. |                     | Ruolo | Calciatore       |
| -- | ------------------- | ----- | ---------------- |
| 1  | Germania (bandiera) | P     | Andreas Menger   |
| 2  | Germania (bandiera) | C     | Uwe Scherr       |
| 3  | Germania (bandiera) | D     | Karsten Baumann  |
| 4  | Germania (bandiera) | D     | Bodo Schmidt     |
| 5  | Germania (bandiera) | D     | Michael Kostner  |
| 6  | Germania (bandiera) | D     | Dirk Schuster    |
| 7  | Germania (bandiera) | C     | Ralf Hauptmann   |
| 8  | Romania (bandiera)  | C     | Dorinel Munteanu |
| 9  | Austria (bandiera)  | A     | Anton Polster    |
| 10 | Croazia (bandiera)  | C     | Goran Vučević    |
| 11 | Romania (bandiera)  | A     | Ion Vlădoiu      |
| 12 | Svezia (bandiera)   | C     | Christer Fursth  |
| 13 | Germania (bandiera) | A     | Holger Gaißmayer |
| 14 | Germania (bandiera) | D     | Markus Münch     |

| N. |                      | Ruolo | Calciatore        |
| -- | -------------------- | ----- | ----------------- |
| 14 | Brasile (bandiera)   | A     | Luciano Emílio    |
| 15 | Russia (bandiera)    | C     | Aleksandr Rychkov |
| 16 | Germania (bandiera)  | P     | Michael Kraft     |
| 17 | Iran (bandiera)      | A     | Khodadad Azizi    |
| 18 | Guinea (bandiera)    | C     | Pablo Thiam       |
| 19 | Danimarca (bandiera) | D     | Henrik Andersen   |
| 20 | Germania (bandiera)  | D     | Thomas Cichon     |
| 22 | Germania (bandiera)  | D     | Marcell Fensch    |
| 23 | Germania (bandiera)  | C     | René Tretschok    |
| 24 | Germania (bandiera)  | C     | Michael Rösele    |
| 25 | Germania (bandiera)  | D     | Dennis Grassow    |
| 26 | Germania (bandiera)  | C     | Dennis Vogt       |
| 29 | Germania (bandiera)  | C     | Marco Weller      |

## Organigramma societario
Area tecnica
- Allenatore: Lorenz-Günther Köstner
- Allenatore in seconda: Colin Bell, Günter Güttler
- Preparatore dei portieri: Rolf Herings
- Preparatori atletici:

## Calciomercato

### Sessione estiva
| Acquisti | Acquisti          | Acquisti          | Acquisti |
| R.       | Nome              | da                | Modalità |
| -------- | ----------------- | ----------------- | -------- |
| A        | Khodadad Azizi    | Persepolis        |          |
| A        | Luciano Emílio    | Rio Branco-SP     |          |
| P        | Andreas Menger    | Greuther Fürth    |          |
| C        | Aleksandr Rychkov | Lens              |          |
| C        | Dennis Vogt       | Borussia Dortmund |          |
| C        | Goran Vučević     | Barcellona        |          |

| Cessioni | Cessioni           | Cessioni          | Cessioni |
| R.       | Nome               | a                 | Modalità |
| -------- | ------------------ | ----------------- | -------- |
| A        | Stefan Kohn        | Nizza             |          |
| C        | Tomasz Zdebel      | Lierse            |          |
| P        | Antonio Ananiev    | Lokomotive Lipsia |          |
| C        | Martin Braun       | Rapid Vienna      |          |
| D        | Janosch Dziwior    | Gütersloh         |          |
| C        | Sunday Oliseh      | Ajax              |          |
| C        | Dieter Schönberger | Siegen            |          |
| C        | Rico Steinmann     | Twente            |          |
| C        | Patrick Weiser     | Rennes            |          |

### Sessione invernale
| Acquisti | Acquisti       | Acquisti      | Acquisti |
| R.       | Nome           | da            | Modalità |
| -------- | -------------- | ------------- | -------- |
| D        | Markus Münch   | Bayern Monaco |          |
| D        | Dennis Grassow | Bayern Monaco |          |

| Cessioni | Cessioni         | Cessioni  | Cessioni |
| R.       | Nome             | a         | Modalità |
| -------- | ---------------- | --------- | -------- |
| D        | Tuncay Nadaroğlu | Bursaspor |          |
| C        | Berkan Algan     | Bursaspor |          |

## Risultati

### Bundesliga

#### Girone di andata
| Arbitro: | Strampe |

|                                         |           |                            |
| Gaißmayer 36’ Tretschok 73’ Polster 77’ | Marcatori | 19’ Hajto 70’ (rig.) Zeyer |

| Arbitro: | Wack |

|                                     |           |  |
| Kohler 8’ Herrlich 38’ Heinrich 77’ | Marcatori |  |

| Colonia 9 agosto 1997, ore 15:30 CEST 3ª giornata | Colonia  | 0 – 0 referto | Kaiserslautern | Müngersdorfer Stadion (31 000 spett.)\| Arbitro: \| Buchhart \| |
| Arbitro:                                          | Buchhart |               |                |                                                                 |

| Arbitro: | Krug |

|                                                     |           |                      |
| Witeczek 25’ Andersson 28’ Wynhoff 41’ Pflipsen 73’ | Marcatori | 51’ (aut.) Andersson |

| Arbitro: | Keßler |

|                                                       |           |                                     |
| Baumann 10’ Tretschok 35’, 88’ Azizi 47’ Schuster 82’ | Marcatori | 12’ Präger 63’ Stammann 87’ Meißner |

| Arbitro: | Albrecht |

|                       |           |             |
| Salihamidžić 33’, 36’ | Marcatori | 79’ Polster |

| Arbitro: | Fandel |

|               |           |                                      |
| Tretschok 34’ | Marcatori | 14’ Jancker 21’ Nerlinger 90’ Scholl |

| Arbitro: | Koop |

|                |           |  |
| Sverrisson 36’ | Marcatori |  |

| Arbitro: | Jansen |

|              |           |                        |
| Neuville 62’ | Marcatori | 27’ Polster 46’ Rösele |

| Arbitro: | Berg |

|  |           |                     |
|  | Marcatori | 44’ Held 86’ Mulder |

| Arbitro: | Merk |

|                      |           |           |
| Wosz 27’ Wałdoch 90’ | Marcatori | 66’ Thiam |

| Arbitro: | Kemmling |

|                                          |           |                           |
| Vlădoiu 2’, 39’ Tretschok 15’ Rösele 67’ | Marcatori | 9’ Poschner 75’ Răducioiu |

| Arbitro: | Stark |

|                            |           |             |
| Ritter 56’ Häßler 67’, 90’ | Marcatori | 42’ Polster |

| Arbitro: | Zerr |

|                         |           |  |
| Gaißmayer 86’ Thiam 90’ | Marcatori |  |

| Arbitro: | Fandel |

|              |           |  |
| Agostino 22’ | Marcatori |  |

| Arbitro: | Albrecht |

|                                         |           |                                       |
| Tretschok 13’ Baumann 20’ Gaißmayer 63’ | Marcatori | 7’ Reeb 10’, 47’, 90’ Kuntz 82’ Reina |

| Arbitro: | Krug |

|                                  |           |  |
| Meijer 18’ Kirsten 37’, 89’, 90’ | Marcatori |  |

#### Girone di ritorno
| Arbitro: | Keßler |

|                           |           |                       |
| Komljenović 3’ Hirsch 71’ | Marcatori | 45’ Azizi 80’ Rychkov |

| Arbitro: | Steinborn |

|                                |           |                            |
| Polster 7’, 17’, 76’ Azizi 62’ | Marcatori | 20’ Herrlich 50’ Chapuisat |

| Arbitro: | Heynemann |

|                                      |           |                          |
| Hristov 24’ Riedl 59’ Schjønberg 82’ | Marcatori | 45’ Munteanu 75’ Polster |

| Arbitro: | Merk |

|                                      |           |                     |
| Baumann 30’ Schuster 68’ Polster 84’ | Marcatori | 51’, 72’ Pettersson |

| Arbitro: | Zerr |

|            |           |           |
| Präger 76’ | Marcatori | 87’ Azizi |

| Arbitro: | Wagner |

|               |           |                                 |
| Tretschok 87’ | Marcatori | 64’ Salihamidžić 80’ Hollerbach |

| Arbitro: | Strampe |

|  |           |                            |
|  | Marcatori | 49’ (rig.) Münch 63’ Azizi |

| Arbitro: | Albrecht |

|                         |           |  |
| Tretschok 42’ Münch 88’ | Marcatori |  |

| Colonia 15 marzo 1998, ore 18:00 CET 26ª giornata | Colonia   | 0 – 0 referto | Hansa Rostock | Müngersdorfer Stadion (27 000 spett.)\| Arbitro: \| Heynemann \| |
| Arbitro:                                          | Heynemann |               |               |                                                                  |

| Arbitro: | Kemmling |

|           |           |  |
| Látal 90’ | Marcatori |  |

| Arbitro: | Buchhart |

|                  |           |              |
| Polster 30’, 49’ | Marcatori | 51’ Dickhaut |

| Arbitro: | Stark |

|             |           |             |
| Lisztes 66’ | Marcatori | 84’ Polster |

| Arbitro: | Berg |

|  |           |               |
|  | Marcatori | 35’ Guié-Mien |

| Arbitro: | Jansen |

|                                   |           |  |
| Labbadia 36’, 81’ (rig.) Frey 66’ | Marcatori |  |

| Arbitro: | Merk |

|                                 |           |                                 |
| Schuster 51’ Polster 56’ (rig.) | Marcatori | 13’ Cerny 33’ Winkler 35’ Heldt |

| Arbitro: | Buchhart |

|                |           |              |
| Fuchs 55’, 75’ | Marcatori | 16’ Munteanu |

| Arbitro: | Strampe |

|                         |           |                          |
| Munteanu 24’ Scherr 61’ | Marcatori | 83’ Feldhoff 88’ Lottner |

### Coppa di Germania
| Arbitro: | Neis |

|                                    |           |            |
| Widmayer 3’ Trkulja 7’ (rig.), 33’ | Marcatori | 16’ Rösele |

### Coppa Intertoto

#### Fase a gironi
| Arbitro: | Leduc |

|         |           |                                         |
| Tal 53’ | Marcatori | 1’ Munteanu 37’ Gaißmayer 75’ Tretschok |

| 28 giugno 1997 2ª giornata |  | – Turno di riposo |  |  |

| Arbitro: | Mitrović |

|                       |           |  |
| Vlădoiu 22’, 29’, 84’ | Marcatori |  |

| Arbitro: | Sedlacek |

|  |           |                          |
|  | Marcatori | 31’ Munteanu 53’ Polster |

| Arbitro: | Wegereef |

|               |           |            |
| Gaißmayer 16’ | Marcatori | 37’ Mpenza |

#### Fase ad eliminazione diretta
| Arbitro: | Trentalange |

|                                |           |            |
| Polster 9’ (rig.) Schuster 48’ | Marcatori | 69’ Sauzée |

| Arbitro: | Sundell |

|              |           |  |
| Rouvière 24’ | Marcatori |  |

## Statistiche

### Statistiche di squadra
| Competizione      | Punti | In casa | In casa | In casa | In casa | In casa | In casa | In trasferta | In trasferta | In trasferta | In trasferta | In trasferta | In trasferta | Totale | Totale | Totale | Totale | Totale | Totale | DR  |
| Competizione      | Punti | G       | V       | N       | P       | Gf      | Gs      | G            | V            | N            | P            | Gf           | Gs           | G      | V      | N      | P      | Gf     | Gs     | DR  |
| ----------------- | ----- | ------- | ------- | ------- | ------- | ------- | ------- | ------------ | ------------ | ------------ | ------------ | ------------ | ------------ | ------ | ------ | ------ | ------ | ------ | ------ | --- |
| Bundesliga        | 36    | 17      | 8       | 3       | 6       | 34      | 30      | 17           | 2            | 3            | 12           | 15           | 34           | 34     | 10     | 6      | 18     | 49     | 64     | -15 |
| Coppa di Germania | -     | 0       | 0       | 0       | 0       | 0       | 0       | 1            | 0            | 0            | 1            | 1            | 3            | 1      | 0      | 0      | 1      | 1      | 3      | -2  |
| Coppa Intertoto   | -     | 3       | 2       | 1       | 0       | 6       | 2       | 2            | 1            | 0            | 1            | 2            | 1            | 5      | 3      | 1      | 1      | 8      | 3      | +5  |
| Totale            | 36    | 20      | 10      | 4       | 6       | 40      | 32      | 20           | 3            | 3            | 14           | 18           | 38           | 40     | 13     | 7      | 20     | 58     | 70     | -12 |

### Andamento in campionato
| Giornata  | 1 | 2  | 3  | 4  | 5 | 6  | 7  | 8  | 9  | 10 | 11 | 12 | 13 | 14 | 15 | 16 | 17 | 18 | 19 | 20 | 21 | 22 | 23 | 24 | 25 | 26 | 27 | 28 | 29 | 30 | 31 | 32 | 33 | 34 |
| --------- | - | -- | -- | -- | - | -- | -- | -- | -- | -- | -- | -- | -- | -- | -- | -- | -- | -- | -- | -- | -- | -- | -- | -- | -- | -- | -- | -- | -- | -- | -- | -- | -- | -- |
| Luogo     | C | T  | C  | T  | C | T  | C  | T  | T  | C  | T  | C  | T  | C  | T  | C  | T  | T  | C  | T  | C  | T  | C  | T  | C  | C  | T  | C  | T  | C  | T  | C  | T  | C  |
| Risultato | V | P  | N  | P  | V | P  | P  | P  | V  | P  | P  | V  | P  | V  | P  | P  | P  | N  | V  | P  | V  | N  | P  | V  | V  | N  | P  | V  | N  | P  | P  | P  | P  | N  |
| Posizione | 2 | 10 | 11 | 14 | 9 | 14 | 17 | 17 | 15 | 15 | 17 | 16 | 16 | 13 | 16 | 17 | 18 | 18 | 16 | 18 | 14 | 13 | 15 | 13 | 12 | 12 | 12 | 12 | 13 | 14 | 15 | 16 | 17 | 17 |

Legenda:

Luogo: C = Casa; T = Trasferta. Risultato: V = Vittoria; N = Pareggio; P = Sconfitta.

### Statistiche dei giocatori
| Giocatore    | Bundesliga | Bundesliga | Bundesliga  | Bundesliga | Coppa di Germania | Coppa di Germania | Coppa di Germania | Coppa di Germania | Coppa Intertoto | Coppa Intertoto | Coppa Intertoto | Coppa Intertoto | Totale   | Totale | Totale      | Totale     |
| Giocatore    | Presenze   | Reti       | Ammonizioni | Espulsioni | Presenze          | Reti              | Ammonizioni       | Espulsioni        | Presenze        | Reti            | Ammonizioni     | Espulsioni      | Presenze | Reti   | Ammonizioni | Espulsioni |
| ------------ | ---------- | ---------- | ----------- | ---------- | ----------------- | ----------------- | ----------------- | ----------------- | --------------- | --------------- | --------------- | --------------- | -------- | ------ | ----------- | ---------- |
| B. Algan     | 0          | 0          | 0           | 0          | 0                 | 0                 | 0                 | 0                 | 0               | 0               | 0               | 0               | 0        | 0      | 0           | 0          |
| H. Andersen  | 11         | 0          | 3           | 0          | 1                 | 0                 | 0                 | 0                 | 1               | 0               | 0               | 0               | 13       | 0      | 3           | 0          |
| K. Azizi     | 20         | 5          | 0           | 0          | 1                 | 0                 | 0                 | 0                 | 0               | 0               | 0               | 0               | 21       | 5      | 0           | 0          |
| K. Baumann   | 33         | 3          | 10          | 0          | 1                 | 0                 | 0                 | 0                 | 5               | 0               | 1               | 0               | 39       | 3      | 11          | 0          |
| T. Cichon    | 23         | 0          | 9           | 1          | 0                 | 0                 | 0                 | 0                 | 4               | 0               | 1               | 0               | 27       | 0      | 10          | 1          |
| L. Emílio    | 2          | 0          | 0           | 0          | 0                 | 0                 | 0                 | 0                 | 0               | 0               | 0               | 0               | 2        | 0      | 0           | 0          |
| M. Fensch    | 4          | 0          | 0           | 0          | 0                 | 0                 | 0                 | 0                 | 0               | 0               | 0               | 0               | 4        | 0      | 0           | 0          |
| C. Fursth    | 0          | 0          | 0           | 0          | 1                 | 0                 | 0                 | 0                 | 4               | 0               | 0               | 0               | 5        | 0      | 0           | 0          |
| H. Gaißmayer | 23         | 3          | 3           | 0          | 1                 | 0                 | 0                 | 0                 | 3               | 2               | 1               | 0               | 27       | 5      | 4           | 0          |
| D. Grassow   | 8          | 0          | 2           | 0          | 0                 | 0                 | 0                 | 0                 | 0               | 0               | 0               | 0               | 8        | 0      | 2           | 0          |
| R. Hauptmann | 18         | 0          | 5           | 1          | 1                 | 0                 | 0                 | 0                 | 4               | 0               | 2               | 0               | 23       | 0      | 7           | 1          |
| S. Kohn      | 0          | 0          | 0           | 0          | 0                 | 0                 | 0                 | 0                 | 4               | 0               | 1               | 0               | 4        | 0      | 1           | 0          |
| M. Kostner   | 5          | 0          | 2           | 1          | 0                 | 0                 | 0                 | 0                 | 5               | 0               | 0               | 0               | 10       | 0      | 2           | 1          |
| M. Kraft     | 1          | 0          | 0           | 0          | 0                 | 0                 | 0                 | 0                 | 2               | 0               | 0               | 0               | 3        | 0      | 0           | 0          |
| A. Menger    | 33         | 0          | 0           | 0          | 1                 | 0                 | 0                 | 0                 | 4               | 0               | 0               | 0               | 38       | 0      | 0           | 0          |
| D. Munteanu  | 33         | 3          | 5           | 0          | 0                 | 0                 | 0                 | 0                 | 5               | 2               | 0               | 0               | 38       | 5      | 5           | 0          |
| M. Münch     | 13         | 2          | 2           | 0          | 0                 | 0                 | 0                 | 0                 | 0               | 0               | 0               | 0               | 13       | 2      | 2           | 0          |
| T. Nadaroğlu | 2          | 0          | 0           | 0          | 0                 | 0                 | 0                 | 0                 | 1               | 0               | 0               | 0               | 3        | 0      | 0           | 0          |
| T. Polster   | 33         | 13         | 8           | 0          | 1                 | 0                 | 0                 | 0                 | 5               | 2               | 2               | 0               | 39       | 15     | 10          | 0          |
| A. Rychkov   | 12         | 1          | 0           | 0          | 1                 | 0                 | 0                 | 0                 | 4               | 0               | 1               | 0               | 17       | 1      | 1           | 0          |
| M. Rösele    | 20         | 2          | 1           | 0          | 1                 | 1                 | 0                 | 0                 | 0               | 0               | 0               | 0               | 21       | 3      | 1           | 0          |
| U. Scherr    | 8          | 1          | 0           | 0          | 0                 | 0                 | 0                 | 0                 | 4               | 0               | 0               | 0               | 12       | 1      | 0           | 0          |
| B. Schmidt   | 32         | 0          | 4           | 0          | 1                 | 0                 | 0                 | 0                 | 2               | 0               | 0               | 0               | 35       | 0      | 4           | 0          |
| D. Schuster  | 33         | 3          | 5           | 0          | 0                 | 0                 | 0                 | 0                 | 5               | 1               | 2               | 0               | 38       | 4      | 7           | 0          |
| P. Thiam     | 28         | 2          | 6           | 0          | 0                 | 0                 | 0                 | 0                 | 4               | 0               | 0               | 0               | 32       | 2      | 6           | 0          |
| R. Tretschok | 34         | 8          | 4           | 0          | 1                 | 0                 | 0                 | 0                 | 5               | 1               | 1               | 0               | 40       | 9      | 5           | 0          |
| I. Vlădoiu   | 23         | 2          | 5           | 0          | 0                 | 0                 | 0                 | 0                 | 5               | 3               | 1               | 0               | 28       | 5      | 6           | 0          |
| D. Vogt      | 1          | 0          | 0           | 0          | 0                 | 0                 | 0                 | 0                 | 0               | 0               | 0               | 0               | 1        | 0      | 0           | 0          |
| G. Vučević   | 9          | 0          | 2           | 0          | 1                 | 0                 | 1                 | 0                 | 3               | 0               | 0               | 1               | 13       | 0      | 3           | 1          |
| M. Weller    | 0          | 0          | 0           | 0          | 0                 | 0                 | 0                 | 0                 | 0               | 0               | 0               | 0               | 0        | 0      | 0           | 0          |
| T. Zdebel    | 0          | 0          | 0           | 0          | 0                 | 0                 | 0                 | 0                 | 3               | 0               | 0               | 0               | 3        | 0      | 0           | 0          |